# Desdemonia
 (septembre 2023).
Desdemonia est un groupe luxembourgeois de death metal, originaire d'Helmdange. Il est l'un des premiers groupes de death metal au Luxembourg. Desdemonia se compose actuellement du chanteur et bassiste Tom Dosser, des guitaristes Marc Dosser et David Wagner, et du batteur Tom Michels.

## Histoire
Le groupe est formé en 1994 dans le village d'Helmdange, au Luxembourg, et son premier concert a lieu en 1996. Depuis sa formation, Desdemonia est devenu l'un des groupes luxembourgeois de death metal les plus en vue, effectuant des tournées dans les villes européennes aux côtés de groupes de metal notoires tels que Apocalyptica, Oomph!, Soilwork et d'autres.
L'une des compositions du groupe, une version metal de la chanson folk luxembourgeoise et belge Zu Arel op der Knippchen, sortie en 2000, atteint la 24e place du classement local RTL.
En 2010, le groupe compte trois albums studio, dont le dernier de cette période, Existence, a reçu des critiques positives de la presse spécialisée,.
Le groupe revient après huit ans d'absence, en 2018, pour un concert anticipant la sortie de son quatrième album, Anguish. En 2019, un film-documentaire retraçant l'histoire du metal luxembourgeois, et auquel Desdemonia participe, sort,.

## Discographie

### Albums studio
- 1998 : Same
- 2001 : Paralyzed
- 2010 : Existence
- 2018 : Anguish

### Singles
- 2018 :  Endless Fight

### Démo
- 1997 : Infinity's Regard